# Caproni

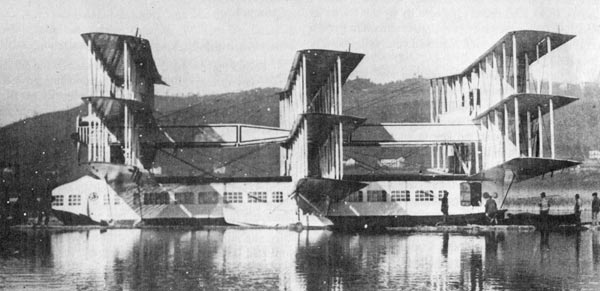
Caproni Ca.60

Caproni – włoska wytwórnia lotnicza, założona w 1908 przez Caproniego. Początkowo od 1911 nosiła nazwę Società de Agostini e Caproni, następnie Società Caproni e Comitti. Caproni zbudował pierwszy samolot włoskiej konstrukcji w 1911. Podczas I wojny światowej Caproni produkował udane trzysilnikowe ciężkie bombowce, używane przez siły lotnicze Włochów, Francuzów, Brytyjczyków i USA. W okresie międzywojennym firma Caproni przekształciła się w duży koncern Società Italiana Caproni z siedzibą w Mediolanie, który kupił kilku mniejszych producentów. Głównymi oddziałami były: Caproni Bergamasca, Caproni Vizzola, Reggiane i producent silników lotniczych Isotta-Fraschini.
Pomiędzy wojnami światowymi, Caproni produkował głównie lekkie i średnie bombowce oraz lekkie samoloty transportowe i wielozadaniowe (firma Reggiane produkowała myśliwce). Koncern Società Italiana Caproni został zlikwidowany w 1950. Firma Caproni Vizzola została reaktywowana w 1969 jako Caproni Vizzola Construzioni Aeronautiche SpA, Milano i zajmuje się produkcją głównie samolotów szkolnych i treningowych
Konstrukcje okresu I wojny światowej:
- Caproni Ca 1
- Caproni Ca.3
- Caproni Ca.4
- Caproni Ca.5

Konstrukcje międzywojenne:
- Caproni Ca.60 Transaero
- Caproni Ca.97
- Caproni Ca.308 Borea

Konstrukcje okresu II wojny światowej:
- Caproni Ca.101 - Caproni Ca.111 - Caproni Ca.133
- Caproni Ca.135 - Caproni Ca.135 bis
- Caproni Ca.309 Ghibli
- Caproni Ca.310 Libeccio
- Caproni Ca.311 - Caproni Ca.311M - Caproni Ca.312 - Caproni Ca.313 - Caproni Ca.314
- Caproni Ca.316
- Caproni Campini N1 - eksperymentalny samolot odrzutowy z 1940.

Po II wojnie światowej istniała ponadto wytwórnia motocykli Aero Caproni.